# 요나탄 스코프
요나탄 뤼피노 예쥐스 스코프(Jonathan Rufino Jezus Schoop, 1991년 10월 16일 ~ )은 네덜란드 출신의 야구 선수이자 메이저 리그에 소속되어 있는 디트로이트 타이거스의 선수이다.